# Karin Sundvall
Karin Birgitta Sundvall, född 25 januari 1956 i Älvsbyn, är en svensk kostymtecknare och klädassistent. Hon har gjort flera kläd- och kostymarbeten, bland annat i åtta av brodern Kjell Sundvalls regisserade filmer, det vill säga Lyckans ost, I lagens namn, Jägarna, Sista kontraktet, Grabben i graven bredvid, Vinnare och förlorare, Bröderna Karlsson och Jägarna 2. Hon har också varit klädassistent på miniserien Profitörerna år 1983.

## Arbeten (i urval)

### Kläder
- 1981 – Göta kanal
- 1982 – Gräsänklingar
- 1983 – Lyckans ost
- 1984 – Mannen från Mallorca
- 1986 – I lagens namn
- 1994 – Sommarmord
- 1996 – Jägarna
- 1996 – Sånt är livet
- 1997 – Adam & Eva
- 1998 – Sista kontraktet
- 1998 – Underbara kvinnor vid vatten
- 1998 – Ivar Kreuger (TV-serie)
- 2000 – Knockout
- 2000 – Barnen på Luna (TV-serie)
- 2000 – Det blir aldrig som man tänkt sig

### Kostymör
- 1998 – Den tatuerade änkan
- 2002 – Grabben i graven bredvid
- 2003 – Kommer du med mig då
- 2004 – Tre solar
- 2004 – Populärmusik från Vittula
- 2004 – Macbeth
- 2005 – Kvalster (TV-serie)
- 2005 – Vinnare och förlorare
- 2008 – Häxdansen (TV-serie)
- 2008 – Varg
- 2008 – Kautokeinoupproret
- 2008 – Om ett hjärta (TV-serie)
- 2008 – Selma (TV-serie)
- 2010 – Bröderna Karlsson
- 2011 – Jägarna 2
- 2012 – Hypnotisören
- 2013 – Eskil och Trinidad
- 2015 – Så ock på jorden

### Klädassistent
- 1983 – Profitörerna (TV-serie)